# Telekinesis

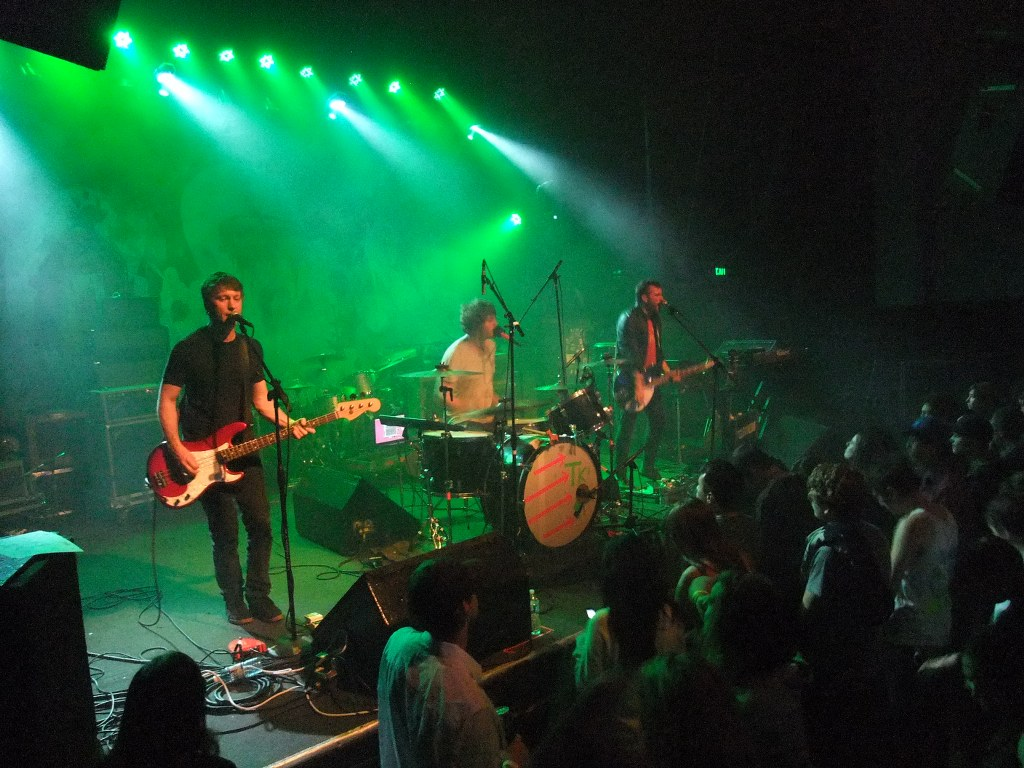
Live-Auftritt von Telekinesis 2011

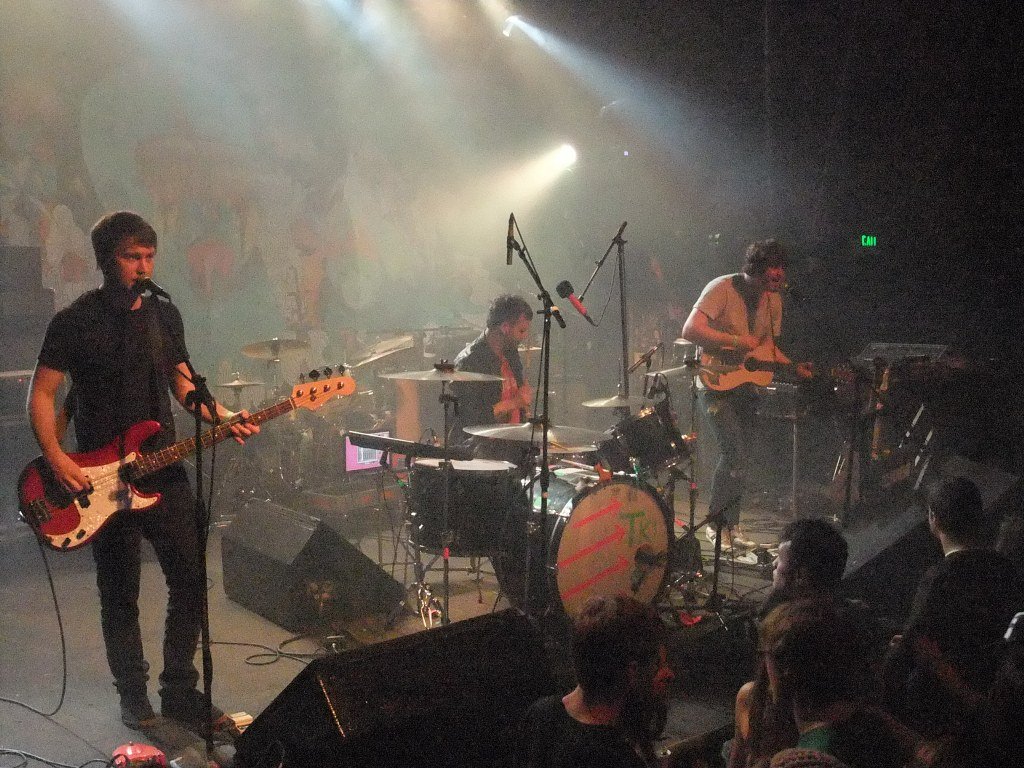
Live-Auftritt von Telekinesis 2011

Telekinesis ist ein Musikprojekt des Independent-Musikers Michael Benjamin Lerner aus Seattle, USA.

## Geschichte
Michael Lerners Vater arbeitete über Jahrzehnte als Radio-DJ. Zunächst lernte Lerner das Schlagzeugspiel. Später lernte er das Gitarrespielen und entwickelte er sich zu einem Singer-Songwriter. 2006 verbrachte Lerner einen einjährigen Studienaufenthalt am von Paul McCartney gegründeten Liverpool Institute for Performing Arts. 2008 veröffentlichte Lerner die EP Toulouse-Lautrec
im Selbstvertrieb. 2009 folgte mit Coast of Carolina erneut eine selbstaufgelegte EP. Schließlich erhielt Lerner beim amerikanischen Label Merge Records einen Vertrag. Im April 2009 kam sein Debüt-Album Telekinesis! auf den US-Markt. Die Veröffentlichung in Deutschland einige Monate später übernahm das Label Morr Music. Bonusmaterial waren hier fünf Stücke der Coast of Carolina-EP, die bislang nur in den USA erhältlich war. Für die Aufnahme von Telekinesis! konnte Lerner den Death-Cab-for-Cutie-Gitarristen und -Produzenten Chris Walla gewinnen, der bei der Einspielung eine analoge Aufnahmetechnik verwendete. Anschließend ging Lerner mit einer Liveband auf Tour. 2010 kamen die EPs Dirty Thing und Parallel Seismic Conspiracies heraus. Sein zweites Album als Telekinesis spielte Lerner wieder mit Chris Walla mit analoger Aufnahmetechnik ein. 12 Desperate Straight Lines wurde im Februar 2011 veröffentlicht. Singleauskopplung bei Morr Music war Please Ask for Help. Wieder folgte eine Tour mit Livemusikern.

## Live-Musiker
- 2009: Chris Staples (Gitarre), David Broecker (Bass, Gitarre) und Jonie Broecker (Bass, Keyboard)
- 2011: Jason Narducy (Bass) und Cody Votolato (Gitarre)

## Diskografie

### Alben
- 2009: Telekinesis! (Merge/Morr Music)
- 2011: 12 Desperate Straight Lines (Merge/Morr Music)
- 2013: Dormarion (Merge/Morr Music)
- 2015: Ad Infinitum (Merge)
- 2019: Effluxion (Merge)

### EPs
- 2008: Toulouse-Lautrec
- 2009: Coast of Carolina
- 2010: Dirty Thing (Merge/Morr Music)
- 2010: Parallel Seismic Conspiracies (Merge)

### Singles
- 2011: Please Ask for Help (Morr Music)